# Laraesima densepunctata
Laraesima densepunctata är en skalbaggsart som beskrevs av Stefan von Breuning 1950. Laraesima densepunctata ingår i släktet Laraesima och familjen långhorningar. Inga underarter finns listade i Catalogue of Life.